# Gele dwerg (spel)

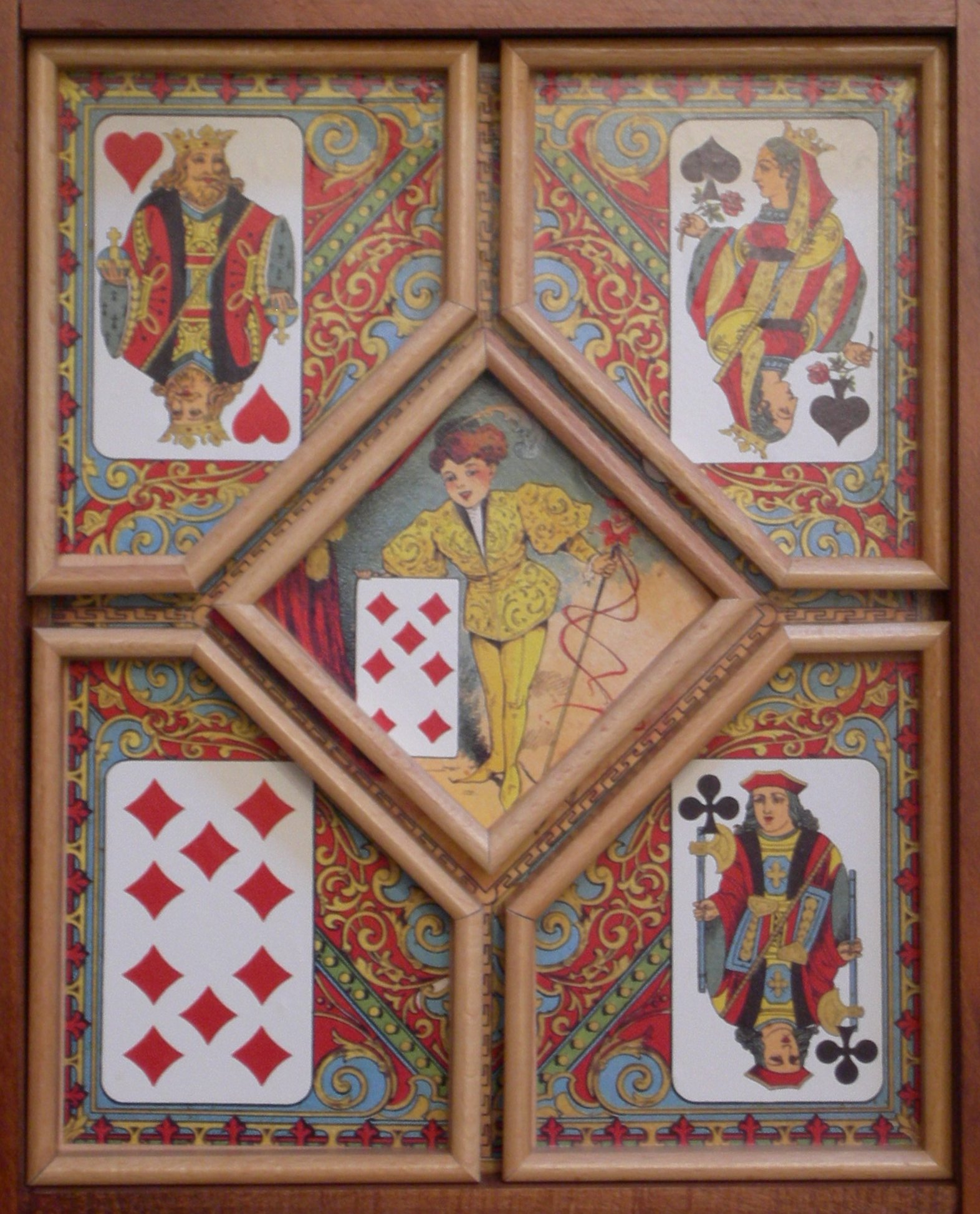
Het spelbord

Gele dwerg of nain jaune of paardje of lindor is een aflegspel voor drie tot acht spelers met 52 speelkaarten en een spelbord met vijf vakken, waarop de spelers fiches inzetten.

## Regels
- Bij begin van het spel worden de fiches gelijk verdeeld.
- Het spelbord is verdeeld in vijf vakken, waarop speelkaarten afgebeeld staan:[1][2]
  1. ruitentien: 1 fiche
  2. klaverenboer: 2 fiches
  3. schoppendame: 3 fiches
  4. hartenheer: 4 fiches
  5. ruitenzeven, de zogenaamde "gele dwerg" in het midden: 5 fiches
- De spelers zetten fiches in op die vijf vakken.
- De deler deelt een per een bij 3 spelers elk 15 kaarten, bij 4 spelers 12, bij 5 spelers 9, bij 6 spelers 8, bij 7 spelers 7, bij 8 spelers 6.[3]
- De overblijvende kaarten blijven gedekt op een stapel, voor niemand zichtbaar.
- Afleggen van kaarten gebeurt door ongeacht de kleur opeenvolgende kaarten af te leggen, te beginnen met een aas, die telt als 1, dus 1-2-3-4-5-6-7-8-9-10-B-D-H.[4]
- De speler links van de gever legt een reeks opeenvolgende kaarten af, b.v. 7-8-9 zonder de 10. De speler links van hem vult aan, b.v. 10-B zonder de dame.
- Als de speler links van de gever al zijn kaarten kan afleggen in de eerste beurt, dan scoort hij een "opera" en krijgt alle fiches op de vijf vakken.
- Als de speler links de reeks niet kan aanvullen, dan gaat de beurt over naar de speler links van hem.
- Als de beurt zo terugkomt bij de speler die afgelegd heeft, dan mag die een nieuwe reeks afleggen.
- Wie een van de vijf kaarten van een vak aflegt, wint de fiches ingezet op dat vak.
- Als een speler een heer aflegt, dan mag die speler een nieuwe reeks beginnen met om het even welke kaart.
- Wie het eerst alle kaarten aflegt, wint van de andere spelers zoveel fiches als de waarde van hun kaarten in hun hand, waarbij de kaarten 1-10 overeenkomstig voor 1-10 fiches tellen en boer, dame en heer voor 10.[5]
- Een speler die met een van de vijf kaarten van een vak blijft zitten, moet de inzet van fiches op dat vak verdubbelen.
- Dan start een nieuwe ronde waarbij de spelers opnieuw inzetten op de vijf vakken en de speler links van de vorige deler alle 52 kaarten samenvoegt, schudt, laat couperen en opnieuw deelt.
- Het spel gaat door met nieuwe rondes tot een speler geen fiches meer kan inzetten of fiches kan geven aan de speler die uitspeelt.
- De winnaar van het spel is de speler die met de meeste fiches overblijft.

## Geschiedenis
Het spel is ontstaan uit het 17e-eeuwse spel "hokken", jeu du hoc, dat uit vier rondes bestond. De vierde ronde daarvan is geëvolueerd tot een zelfstandig spel eerst "komeet" en dan "lindor" of "gele dwerg" en was populair in de 18e eeuw. De naam verwijst naar Le Nain jaune een verhaal van Madame d'Aulnoy.
Wolfgang Amadeus Mozart speelde het graag.